# Anders Hol
Anders Hol, född 23 november 1867 i Mora, död där 21 september 1956, var en svensk tecknare, genre- och djurmålare samt grafiker.
Anders Hol var son till sockenbryggmästaren Hol Matts Mattsson och Elin Margit Ersdotter. Hans konstnärskap uppdagades av Anders Zorn som såg till att Hol kunde studera vid Konstakademien i Stockholm 1891–1896. Samtidigt studerade han vid Axel Tallbergs etsningsskola. Efter studierna återvände han till Dalarna och har i nära anslutning till Zorn målat hembygdens natur och folktyper. Han medverkade i utställningar med Svenska konstnärernas förening och Sveriges allmänna konstförening och han var representerad vid Industri och konstutställningen i Norrköping 1906. Han har bland annat målat folktyper från Dalarna, interiörer med figurer samt tavlor med getter och andra djur. Bland hans arbeten märks Gossen och grisen, Bakning i en morastuga och Mormor (1899). Han medverkade som tecknare i tidskriften Svea. Hol är representerad vid Zornmuseet i Mora och Kungliga biblioteket i Stockholm.